# Goodbye (Shelter)
Goodbye (Shelter) är en låt framförd av sångerskan Sanja Vučić.
Låten var Serbiens bidrag till Eurovision Song Contest 2016 i Stockholm. Den framfördes i den andra semifinalen i Globen den 12 maj 2016.

## Komposition och utgivning
Låten är skriven helt på egen hand av Ivana Peters. En officiell promovideo för Eurovision släpptes den 12 mars 2016.